# 祁司員
祁司員（1450年8月11日—1507年6月18日），字宗規，號梅川，浙江紹興府山陰縣人，明朝政治人物。

## 生平
成化十三年（1477年）丁酉科浙江鄉試舉人，十四年（1478年）聯捷戊戌科進士，歷任直隸順德府唐山縣知縣、廣西道監察御史、徽州府知府，丁母憂去職，官至池州府知府。

## 家族
曾祖祁子安，號耕樂。祖祁紀，號雲林。父祁福，號直庵。母黃氏。子祁鎣、祁鍾、祁錦（贈副使）、祁鋼。